# Michel d’Ornano

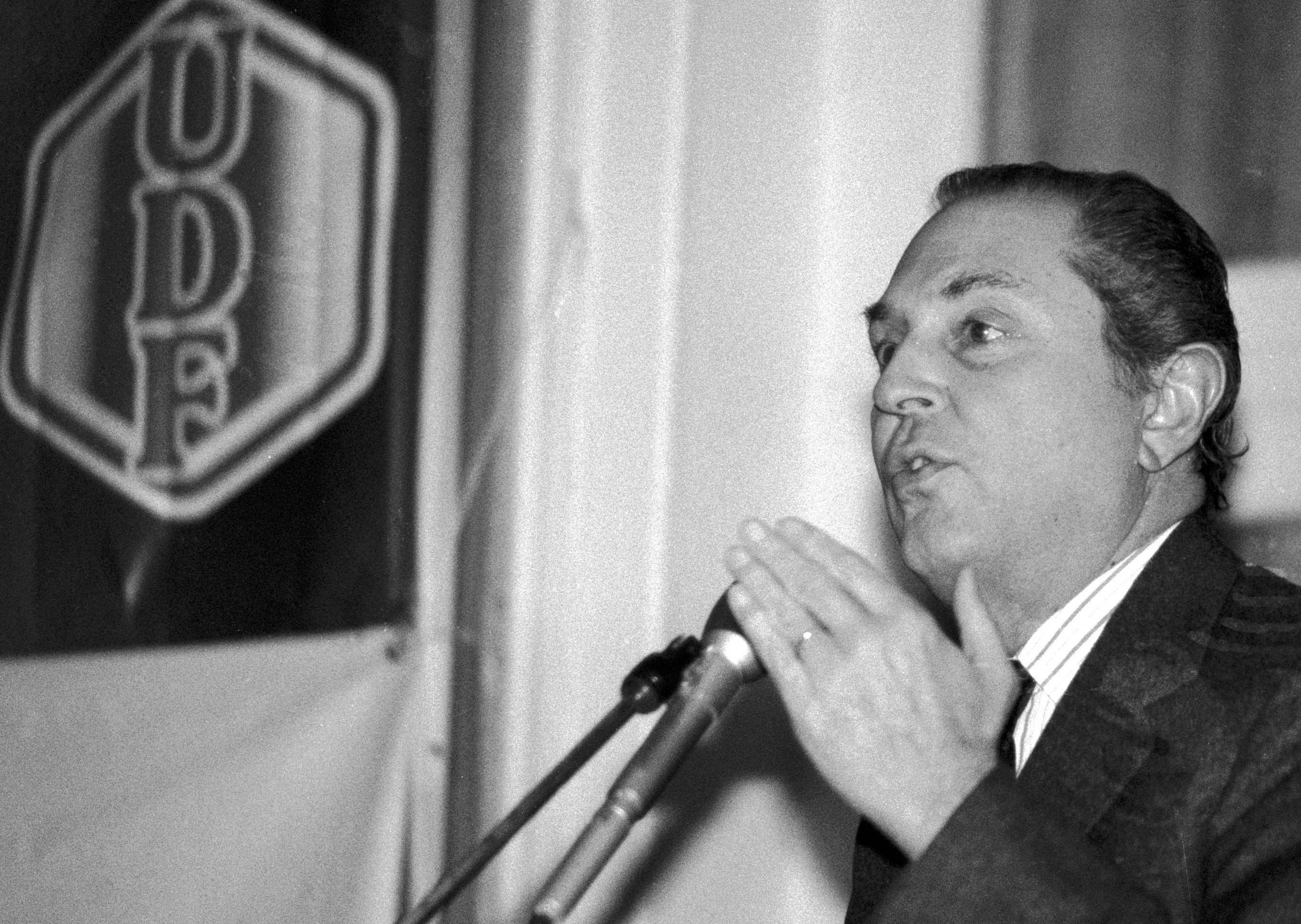
Michel d’Ornano

Michel d’Ornano (* 12. Juli 1924 in Paris; † 8. März 1991 in Saint-Cloud, Département Hauts-de-Seine) war ein französischer Politiker der Républicains indépendants (RI) sowie zuletzt der Union pour la démocratie française (UDF), der Mitglied der Nationalversammlung sowie mehrmals Minister war. Er war 1974 erster Präsident sowie von 1983 bis 1986 erneut Präsident des Regionalrates der Region Basse-Normandie.

## Leben

### Familiäre Herkunft, Studium und Bürgermeister
D’Ornano stammte aus dem aus Korsika kommenden französischen Adelsgeschlecht d’Ornano. Er war ein Ururenkel von Philippe-Antoine d’Ornano, der Pair und Marschall von Frankreich sowie Cousin zweiten Grades von Napoleon Bonaparte war. Des Weiteren war er Urenkel von dessen Sohn Rodolphe-Auguste d’Ornano, der zwischen 1851 und 1853 Präfekt des Département Yonne sowie Kammerherr von Kaiser Napoleon III. war. Sein Vater Guillaume d’Ornano war Unternehmer und Gründer des Kosmetikherstellers Jean d'Albret-Orlane. Michel d’Ornano selbst begann nach dem Besuch des Lycée Carnot in Paris ein Studium der Rechtswissenschaften an der Sorbonne, der Universität von Paris, sowie am Institut d’études politiques de Paris. Nach Abschluss des Studiums trat er 1957 als Außenhandelsberater in das väterliche Unternehmen ein.
Sein politisches Engagement begann d’Ornano in der Kommunalpolitik, als er 1962 als Nachfolger von Robert Fossorier von der Parti radical zum Bürgermeister von Deauville gewählt wurde und diese Funktion bis 1977 ausübte, woraufhin er durch seine Ehefrau Anne d’Ornano abgelöst wurde.

### Abgeordneter, Minister und Kandidatur als Pariser Bürgermeister
Am 12. März 1967 wurde d’Ornano als Kandidat der Républicains indépendants (RI) erstmals zum Mitglied der Nationalversammlung gewählt, der er als Vertreter des Département Calvados zunächst bis zum 28. Juni 1974 angehörte. Zu Beginn seiner Parlamentszugehörigkeit war er vom 6. April 1967 bis zum 28. Mai 1974 Mitglied des Auswärtigen Ausschusses (Commission des affaires étrangères). 1974 wurde er erster Präsident des Regionalrates der Region Basse-Normandie und wurde kurz darauf durch Léon Jozeau-Marigné abgelöst.
Am 28. Mai 1974 übernahm er im ersten Kabinett Chirac das Amt des Ministers für Industrie und Forschung (Ministre de l’industrie et de la recherche) und bekleidete dieses Ministeramt im Anschluss vom 27. August 1976 bis zum 29. März 1977 auch im ersten Kabinett Barre. 1976 wurde er zudem Mitglied des Generalrates des Département Calvados, in dem er als Nachfolger von Roger Deliencourt von den DVD bis zu seinem Tode am 8. März 1991 den ehemaligen Wahlkreis (Kanton) Trouville-sur-Mer vertrat. Seine Nachfolgerin in dieser Funktion wurde ebenfalls seine Ehefrau Anne d’Ornano. 
Bei der ersten Direktwahl für das Amt des Bürgermeisters von Paris kandidierte d’Ornano für das aus Républicains indépendants (RI) und Centre des démocrates sociaux (CDS) bestehende Bündnis Protection pour Paris. Im ersten Wahlgang belegte er nach Henri Fiszbin von dem aus PCF, PS und PRG bestehende Linksbündnis Union de la gauche (32,1 Prozent) und Jacques Chirac von der vom Rassemblement pour la République (RPR) gestellten Liste Union pour Paris (26,2 Prozent) mit 22 Prozent den dritten Platz unter zehn Kandidaten. In der am 20. März 1977 erfolgten Stichwahl der drei Bestplatzierten wurde Chirac mit 49,5 Prozent (54 Sitzen im Stadtrat) vor Fiszbin mit 36,7 Prozent (40 Sitze) und d’Ornano 13,8 Prozent (15 Sitze) zum Bürgermeister gewählt.
Im zweiten Kabinett Barre übernahm d’Ornano vom 30. März 1977 das Amt des Ministers für Kultur und Umwelt (Ministre de la culture et de l’environnement) und übte dieses bis zum 31. März 1978 aus. Im Anschluss fungierte er vom 5. April 1978 bis zum 13. Mai 1981 im dritten Kabinett Barre als Minister für Umwelt und Lebenssituationen (Ministre de l’environnement et du cadre de vie). Bei den Wahlen vom 19. März 1978 wurde er für die Union pour la démocratie française (UDF) erneut zum Mitglied der Nationalversammlung gewählt, verzichtete aber am 5. Mai 1978 nach seiner erneuten Berufung in die Regierung auf sein Mandat. 1979 löste er Robert Bisson als Präsident des Generalrates des Département Calvados ab und hatte auch diese Funktion bis zu seinem Tode 1991 inne, woraufhin auch hier seine Ehefrau Anne d’Ornano die Nachfolge antrat. Im dritten Kabinett Barre wurden ihm durch Dekret vom 4. März 1981 zugleich die Aufgaben des Ministers für Kultur und Kommunikation (Ministre de la culture et de la communication) übertragen, wodurch er bis zum Ende von Barres Amtszeit am 13. Mai 1981 Nachfolger von Jean-Philippe Lecat wurde.

### Wiederwahl zum Abgeordneten und Präsident des Regionalrates
Bei den Wahlen vom 21. Juni 1981 wurde d’Ornano für die UDF wieder zum Mitglied der Nationalversammlung gewählt und gehörte dieser bis zu seinem Tode am 8. März 1991 an. Während der siebten Legislaturperiode war er vom 4. Juli 1981 bis zum 5. April 1986 Mitglied des Ausschusses für Verfassungsrecht, Gesetzgebung und allgemeine Verwaltung der Republik (Commission des lois constitutionnelles, de la législation et de l'administration générale de la République). Daneben löste er 1983 Léon Jozeau-Marigné als Präsident des Regionalrates der Region Basse-Normandie und verblieb in dieser Funktion, bis er am 21. März 1986 durch René Garrec abgelöst wurde.
In der achten und neunten Legislaturperiode gehörte er zwischen dem 5. April 1986 und dem 8. März 1991 dem Ausschuss für Finanzen, allgemeine Wirtschaft und Planung (Commission des finances, de l'économie générale et du Plan) an und war vom 9. April 1986 bis zum 24. Juni 1988 Vorsitzender dieses Ausschusses.
Michel d’Ornano kam am 8. März 1991 ums Leben, als er bei Verlassen eines Restaurants in Saint-Cloud nach einem Treffen mit Robert Hersant von einem LKW angefahren wurde und kurz darauf verstarb. Ihm zu Ehren wurde der seit 1992 vergebene Filmpreis Prix d’Ornano-Valenti, der 1992 eröffnete Parc Michel-d’Ornano in Caen sowie das 1993 ebenfalls in Caen eröffnete Fußballstadion Stade Michel-d’Ornano benannt.

## Veröffentlichungen
- Une certaine idée de Paris, 1976
- La Manipulation des médias, 1983